# Horst Klosterkemper
Horst Heinz Bruno Klosterkemper (* 1938 in Glatz) ist ein deutscher Manager und Sportfunktionär.

## Leben
Nach dem Abitur 1957 in Düsseldorf studierte Klosterkemper Maschinenbau und Wirtschaftswissenschaften an der Technischen Hochschule Aachen. Von 1966 bis 1989 war er Mitarbeiter bei dem Düsseldorfer Konsumgüterhersteller Henkel, von 1989 bis 2003 Geschäftsführer der Messe Düsseldorf.
Daneben war er ab 1975 Vorstandsmitglied des Europäischen Tennis-Verbandes (ETA) und ab 1992 Vizepräsident. Von 2004 bis 2007 war er Europa-Präsident der Tennis-Profi-Vereinigung (ATP). Als Präsident leitete er in den Jahren 2002/2003 das Bewerbungskomitee Düsseldorf-Rhein/Ruhr für die Olympischen Sommerspiele 2012.

## Ehrungen
- 2002: Bundesverdienstkreuz am Bande
- 18. April 2005: Ehrendoktor der Deutschen Sporthochschule Köln